# شحن العليا (المهرة)

تعديل مصدري - تعديل

شحن العليا هي إحدى قرى عزلة حبروت بمديرية شحن التابعة لمحافظة المهرة، بلغ تعداد سكانها 17 نسمة حسب تعداد اليمن لعام 2004.